# Unidade de esforço de produção
A unidade de esforço de produção (UEP, em francês: la méthode GP, mais tarde: unité de valeur ajoutée) é um método de custeio baseado no princípio do custeio por absorção desenvolvido pelo engenheiro francês Georges Perrin (1891-1958) na década de 1940.
O método visa eliminar a arbitrariedade nos critérios de rateio, transformando a fábrica em um modelo matemático onde os diversos produtos são medidos com uma única unidade de medida, as UEPs. O método, originalmente conhecido por la méthode GP, iniciais de seu criador Georges Perrin, passou após a sua morte a ser desenvolvido e aperfeiçoado pelo engenheiro italiano Franz Allora que trabalhou com Perrin e anos mais tarde acabou se estabelecendo no Brasil.

## Origem
Foi durante a Segunda Guerra Mundial que o engenheiro francês Georges Perrin teve a ideia de criar uma unidade de medida única para uma produção diversificada, e foi ao final da guerra e no retorno as suas atividades em Paris que Perrin desenvolveu a primeira unidade de medida unificadora e válida que acabou denominando de GP, com base nas suas iniciais.
Com seu falecimento, o Bureau Perrin sob o comando de sua viúva continuou os estudos sobre esta unidade e anos mais tarde através dos estudos deixados por Georges Perrin foi possível o lançamento de um livro sobre o tema que contou com a colaboração do engenheiro italiano Franz Allora.
Por motivos profissionais Allora veio ao Brasil onde acabou se estabelecendo, durante todos os anos de trabalho em suas atividades ele se dedicou a estudar e aperfeiçoar esta técnica de medição da produção o que acabou se transformando em um novo conceito, onde esta nova unidade não serviria somente como uma unidade de medida de custo, mas sim uma unidade para gerenciar o processo produtivo como um todo. Esta nova unidade de medida, desenvolvida a partir dos conceitos do GP, recebeu o nome de unidade de esforço de produção ou também conhecido como unidade de produção.

## Método
A unidade de esforço de produção é um método de custeio que busca transformar a fábrica em um modelo matemático onde todos os esforços são medidos em uma única unidade de medida, a UEP.
Para isso o método UEP divide a empresa em postos operativos e estabelece o esforço necessário para que estes postos operativos trabalhem, levando em consideração diversos elementos de custos como: mão de obra direta e indireta, encargos sociais, depreciação, energia elétrica, manutenção, materiais de consumo entre outros.
Uma vez estabelecido o esforço de cada posto operativo, cria-se também uma relação entre os diversos postos operativos por meio da UEP/hora de cada posto e conforme o princípio das relações constantes ela se manteriam estáveis através do tempo. Outro princípio aplicado pela Unidade de Esforço de Produção é o princípio do Valor Agregado uma vez que o método UEP se preocupa em medir o custo de transformação de cada produto, ou seja, o esforço necessário para transformar a matéria-prima em um produto acabado.
O próximo passo será obter a quantidade de UEPs de cada produto. Com base no roteiro dos produtos e no tempo que eles demandem de cada posto operativo, chega-se a quantidade de UEPs absorvidas por cada um dos produtos ou ainda, a quantidade de esforço que cada produto demandou da empresa para ser transformado de matéria-prima em produto acabado. Essa relação também será constante no tempo.
Com base nos dados levantados, o método da Unidade de Esforço de Produção traz diversas vantagens sobre outros métodos de custeio tradicionais, entre elas podemos citar:
- O esforço de produção para cada posto operativo e o estabelecimento da relação constante entre eles;
- O esforço de produção equivalente para cada produto e a possibilidade de comparação dos esforços de produção equivalentes entre os produtos;
- Benchmarking entre os processos internos e os processos de outras unidades;
- O esforço de produção global da fábrica mensurado em uma unidade única de medida  (UEPs);
- O esforço de produção de cada setor da fábrica, em determinado período, expresso em UEPs;
- A capacidade de produção de cada posto operativo ou da fábrica como um todo, expressa em UEPs.

O método UEP pode ser implantado em conjunto com o Activity Based Costing (custeio baseado em atividades), nestes casos o método UEP trataria da área produtiva e o ABC para as alocações das áreas de apoio.